# Charles Burney
Charles Burney (7. dubna 1726, Shrewsbury – 12. dubna 1814, Chelsea, Londýn) byl anglický klasicistní hudební skladatel a historik.

## Život a dílo
Začal studovat roku 1737 na škole v Shrewsbury, ale roku 1739 by poslán otcem na Královskou školu v Chesteru. Po návratu do Shrewsbury ve věku 15 let pokračoval v hudebních studiích po dobu tří let u svého nevlastního bratra a pak další tři roky v Londýně u skladatele Thomase Arneho.
V letech 1751–1760 zastával místo varhaníka v Norfolku, kde sbíral materiál ke svým dějinám hudby. V letech 1770–1772 cestoval po Francii, Itálii, Nizozemsku, Rakousku a Německu a vydal pojednání Současný stav hudby ve Francii a Itálii (1771, The Present State of Music in France and Italy) a na ně navazující Současný stav hudby v Německu, Nizozemsku a Spojených provinciích (1773, The Present State of Music in Germany, the Netherlands and United Provinces), ve kterém popsal hudební život na dvoře pruského krále Fridricha II. a podal v něm také informace o českých hudebnících, se kterými se setkal v Praze a ve Vídni. Psal také eseje, kritiky a hudební články do encyklopedie Abrahama Reese. Posledních 25 let svého života působil jako varhaník při Chelsea Hospital v Londýně.

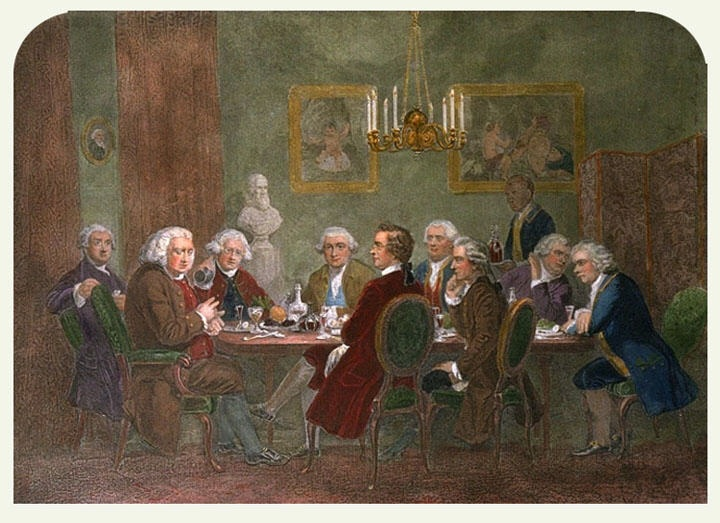
Schůzka literárního klubu, zleva Boswell, Johnson, Reynolds, Garrick, Burke, Paoli, Burney, Warton a Goldsmith.

Nejvýznamnějším jeho spisem jsou čtyřdílné Všeobecné dějiny hudby od nejstarších dob do současnosti (1776–1789, General History of Music from the earliest Ages to the present Period, které však naráží na nedostatek pramenů a monografických prací.
Burney patřil k nejvýznamnějším hudebníkům své doby. Byl členem britské Královské společnosti a měl mnoho významných přátel, mezi nimiž byl například i český skladatel Josef Mysliveček. Docházel na schůzky literárního klubu (šlo o dining club), který založil roku 1764 Samuel Johnson společně s malířem Joshuou Reynoldsem a filosofem Edmundem Burkem. Vyučoval hudbě, skládal sonáty pro cembalo, pro harfu a klavír a pro klavír, violoncello a housle, dále houslové koncerty, kantáty, písně a také hudbu k divadelním hrám. Roku 1761 mu Oxfordská univerzita udělila titul doktora hudby. Byl ženat s Esther Sleepeovou (1725–1762) a jejich dcera Frances (1752–1840) se stala spisovatelkou.

## Publikační činnost
- An Essay towards a History of Comets that have appeared since the year 1742 (1769, Esej o historii hlavních komet, které se objevily od roku 1742)
- The Present State of Music in France and Italy (1771, Současný stav hudby ve Francii a Itáli)
- The Present State of Music in Germany, the Netherlands, and the United Provinces (1773, Současný stav hudby v Německu, Nizozemsku a Spojených provinciích)
- General History of Music from the earliest Ages to the present Period, (1776–1789, Všeobecné dějiny hudby od nejstarších dob do současnosti), čtyři díly.
- Account of an Infant Musician (1779)
- Account of Mademoiselle Theresa Paradis, of Vienna (1785)
- An account of the Musical Performances in Westminster Abbey. In Commemoration of Handel 1785
- Verses on the Arrival in England of the Great Musician Haydn (1791
- Memoirs of the Life and Writings of the Abate Metastasio (1796)

## Česká vydání
- Hudební cestopis 18. věku, Praha: Státní hudební vydavatelství 1966, přeložila Jaroslava Pippichová.